# Нинидзе, Нино Михайловна
Нино Михайловна Нинидзе (груз. ნინო ნინიძე; род. 13 июля 1991, Тбилиси) — грузинская и  российская актриса кино.

## Биография
Родилась 13 июля 1991 года в Тбилиси, дочь актрисы Ии Нинидзе и художника Михаила Бученкова.
С 1997 года живёт в Москве.
В 2012 году окончила актёрский факультет ВГИКа (мастерская А. Я. Михайлова).
Дебютировала в кино в 2010 году, сыграв одну из ролей в фильме «Тихая застава».
В 2011 году награждена премией «За лучший дебют» на кинофестивале «Киношок» за роль в фильме «И не было лучше брата».
Помимо актёрской карьеры, участвует в телешоу, в частности, принимала участие в шестом сезоне шоу «Голос».

## Личная жизнь
С 2014 года встречалась с актёром Кириллом Плетнёвым, в 2018 году пара поженилась, весной 2019 года развелись. С июля 2019 года встречалась с актёром Максимом Виторганом.

## Избранная фильмография
- 2011 — Тихая застава — Юля
- 2011 — И не было лучше брата — Дильбер — главная роль
- 2015 — Восхождение на Олимп — Манана, невеста Сандро
- 2019 — Верность — Света
- 2020 — Золотое кольцо — Лиза
- 2022 — Красная Шапочка — Берта
- 2022 — Карамора — Пация
- 2022 — Любовники — Лера
- 2023 — Стой, не то мама будет гадать! (сериал) — Софа
- 2023 — Сергий против нечисти (сериал, 6 серия) — сирин Лилит
- 2023 — Теория больших денег (сериал) — Анна — главная роль
- 2024 — Виноград (сериал) — Вера — главная роль
- 2024 — Отражение тьмы — Джин